# Kammasandra, Bangarapet
Kammasandra là một làng thuộc tehsil Bangarapet, huyện Kolar, bang Karnataka, Ấn Độ.